# My Name Is Gabibbo
My Name Is Gabibbo è il primo album del Gabibbo, pubblicato nel 1991.

## Tracce
1. My Name Is Gabibbo – 3:45
2. Bestia Dance – 3:55
3. Ti spacco la faccia – 3:40
4. Gnam gnam – 3:35
5. Il ballo del camallo – 3:36
6. Macaco – 4:15
7. Pupazzo te – 4:55
8. Pesto ti pesto – 3:50

## Titolo
Il titolo del disco e della sua prima traccia è una citazione di My name is Maurizio Cocciolone, le prime parole del pilota italiano Maurizio Cocciolone in un video trasmesso dopo la sua cattura da parte delle Forze armate irachene nel gennaio del 1991.

## Collezionismo
Il CD originale è diventato con il tempo raro e difficile da trovare e quindi molto ricercato dagli appassionati.